# 海宝寺 (大阪市)
海寶寺（かいほうじ）は、大阪府大阪市中央区谷町九丁目にある日蓮宗の寺院。山号は龍玉山。旧本山は身延山久遠寺(身延門流)、堺法縁。寺紋は本多葵。

## 歴史
大永7年（1517年）、十如院日海（村松海長寺9世）が海中涌現といわれる日蓮聖人像を授かり、相模国小田原に開基創建した。慶長6年（1602年）、華蔵院日報（10世）の代に摂津国西成郡西高津村の現在地に、本多忠豊（本多忠勝の祖父）の外護と寄進を受けて移転した。昭和20年（1945年）、大阪大空襲の無差別爆撃により堂宇を焼失した。その後、戦災都市復興計画により境内を縮小して昭和42年（1967年）頃までに再興された。現在の本堂は昭和56年（1981年）に再建されたもの。

## 境内
- 本堂

## 旧末寺
日蓮宗は昭和16年に本末を解体したため、現在では、旧本山、旧末寺と呼びならわしている。
- 永喜山本了寺（松原市若林）

## 歴代
- 十如院日海
- 華蔵院日報
- 岡部泰丈

## ギャラリー
- 本坊入口
- 本堂
- 涅槃像
- 五輪塔
- 大黒天
- 蘇鉄の説明